# Johnson Metall
Johnson Metall AB är ett svenskt företag, med huvudkontor i Örebro, som tillverkar detaljer bestående av bronslegeringar. Företaget grundades år 1940 av Åke Johnson och sysselsätter i dag cirka 160 personer i Sverige och ytterligare 90 i övriga Norden.